# Fuchsjagd
Unter Fuchsjagd versteht man die Bejagung von Füchsen. In Europa betrifft dies in der Regel den Rotfuchs.
Der Fuchs ist in Deutschland ganzjährig jagdbar, wobei die Bundesländer Abweichungen festlegen können. Eine strafbewehrte Ausnahme ergibt sich jedoch grundsätzlich aus dem Bundesjagdgesetz (BJagdG): Hiernach dürfen in den Setz- und Brutzeiten die für die Aufzucht notwendigen Elterntiere so lange grundsätzlich nicht bejagt werden, bis die Jungtiere selbständig werden. Da sich bei Füchsen auch die Rüden an der Aufzucht der Jungtiere beteiligen, ist davon auszugehen, dass in der Zeit vom 1. März bis mindestens zum 15. Juni alle Altfüchse für die Aufzucht von Jungfüchsen notwendige Elterntiere im Sinne des Gesetzes sind, sofern das gesamte Geheck nicht vorher erlegt oder gefangen wurde.
In Deutschland wurden im Jagdjahr 2013/14 380.691 Füchse erlegt, im Jagdjahr 2014/15 waren es 457.815.

## Jagdarten

### Ansitzjagd
Jagd von einem festen Platz aus, z. B. von Hochsitzen. Voraussetzung ist geduldiges Warten und die Berücksichtigung der Windrichtung. Zum Anlocken können Luderplätze eingerichtet werden.

### Drück- oder Treibjagd
Mehrere Jäger schließen sich zusammen und positionieren sich unter Berücksichtigung der Windrichtung. Jagdhelfer treiben dann den Schützen das Wild zu.

### Lockjagd
Bei der Lockjagd wird der Fuchs über das Nachahmen der Geräusche von Mäusen, Hasen, Kaninchen oder Rehkitzen angelockt. Die Geräusche werden entweder vom Jäger ohne Hilfsmittel selbst gemacht oder mit Hilfe von Lockinstrumenten.

### Pirsch
Jagd auf den Fuchs während eines „Pirschganges“, sich also den Füchsen langsam nähernd.

### Fallenjagd

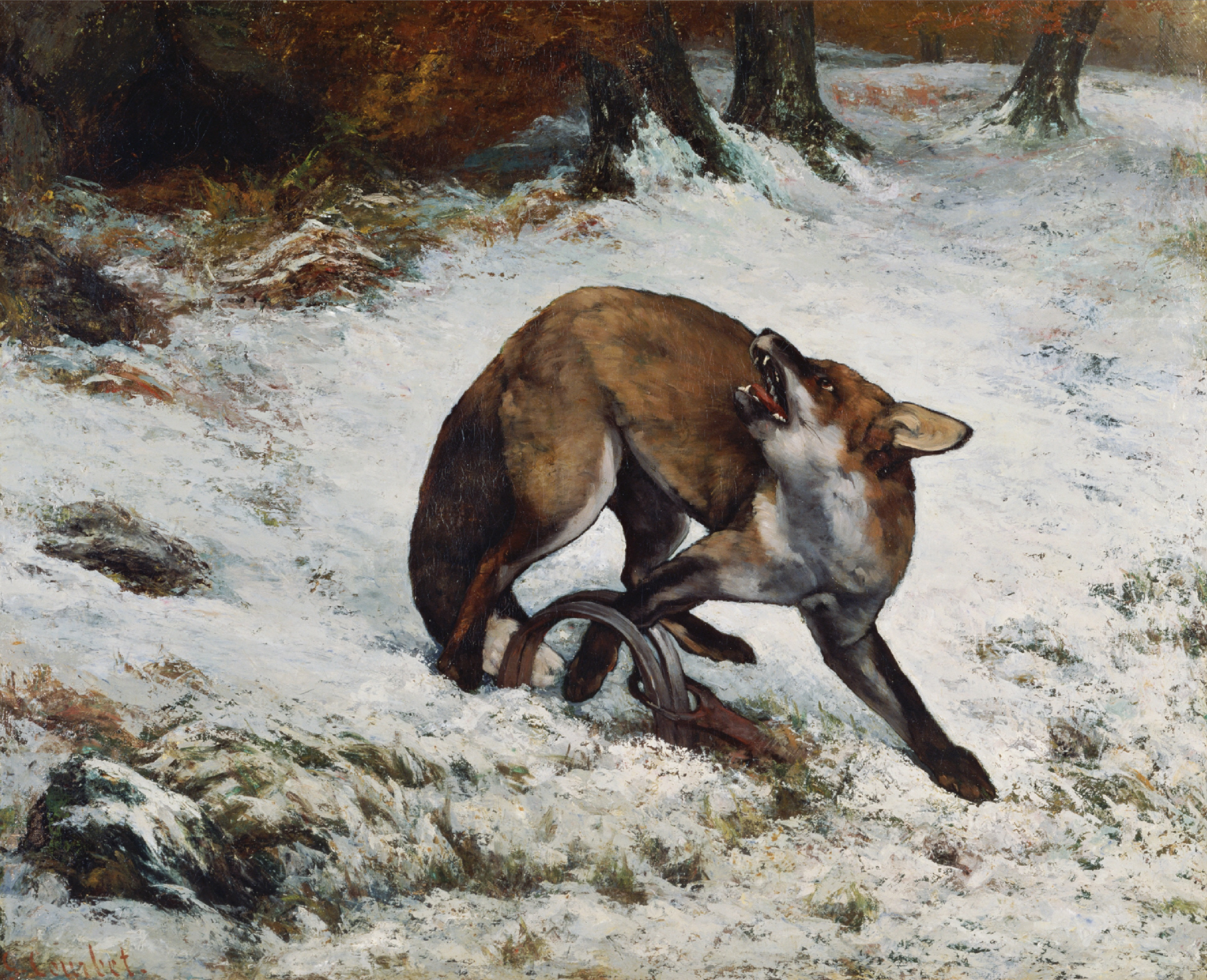
Gemälde eines mit einem Tellereisen gefangenen Fuchses. Solche Fallen sind heute in Mitteleuropa verboten.

Es werden Fallen für den Lebend- und für den Totfang unterschieden. Der Einsatz der verwendeten Fallenart ist von der jeweiligen Gesetzeslage abhängig. Je nach Jagd- und Tierschutzrecht des jeweiligen Landes kommen auch heute noch Schlagfallen zum Einsatz, welche durch Druck (z. B. einen Tritt) ausgelöst werden. Solche Fallen sind in Deutschland bereits seit dem Reichsjagdgesetz 1934 verboten. Bei der Ausübung der Fangjagd sind die Jagd- und Schonzeiten, als auch die länderspezifischen Regelungen zur Verwendung der Fanggeräte zu beachten. Zulässig sind nur noch Abzugsfallen, welche auf Zug auslösen, wodurch gewährleistet wird, dass das Tier den Köder mit dem Fang aufnimmt und durch Ziehen am Köder die Falle auslöst. Das Tier wird so hinter dem Kopf erfasst und dadurch sofort getötet. Es muss durch die Bauart, bzw. Umbauung der Falle gewährleistet sein, dass Tiere nicht mit anderen Körperteilen in die Falle geraten können.
In Deutschland werden üblicherweise so genannte Schwanenhals-Fallen benutzt, die vor allem bei Altfüchsen erfolgreich sind, während Jungfüchse auch in Kastenfallen lebend gefangen werden. Wie alle Fallen müssen auch Lebendfangfallen mindestens einmal täglich kontrolliert werden. Früher übliche Knüppel- und Scherenfallen sind inzwischen verboten, da ein sicherer Totfang nicht gewährleistet ist. Der Deutsche Jagdverband hat gängige Totfanggeräte und Lebendfangfallen nach den Standards für eine humane Fallenjagd erfolgreich testen lassen. Dabei standen solche Fanggeräte im Vordergrund, die in Deutschland bei der Ausübung der Fangjagd bevorzugt angewendet werden. Die Fuchsjagd wird in Mitteleuropa unter anderem unter dem Gesichtspunkt betrieben, dass der Fuchs als Kulturfolger durch überhöhte Bestände in manchen Gebieten sogar existenzgefährdend für einige Tierarten auswirkt. Auch stetig steigenden Populationen sogenannter Neozoen, wie Waschbär, Marderhund und Mink, aber auch streunende Katzen, setzen vielerorts vor allem Bodenbrütern zu. Um die meist nachtaktiven Beutegreifer effektiv reduzieren zu können, wird auf die Fallenjagd zurückgegriffen.

### Baujagd
Seitdem die Tollwutgefahr durch die Impfungen eingeschränkt werden konnte und auch die Hunde schutzgeimpft sind, findet auch diese traditionelle Jagdart wieder ihre Liebhaber. Sie wird dann praktiziert, wenn die Füchse im Bau sind, also zwischen Dezember und Februar. Wenn der Fuchs nicht „gesprengt“ (von dem Hund aus dem Bau getrieben) werden kann, wird mit einem „Einschlag“ (Graben) nachgeholfen. Dort, wo wenige „Naturbaue“ vorhanden sind, können Kunstbaue hohen jagdlichen Erfolg bieten.

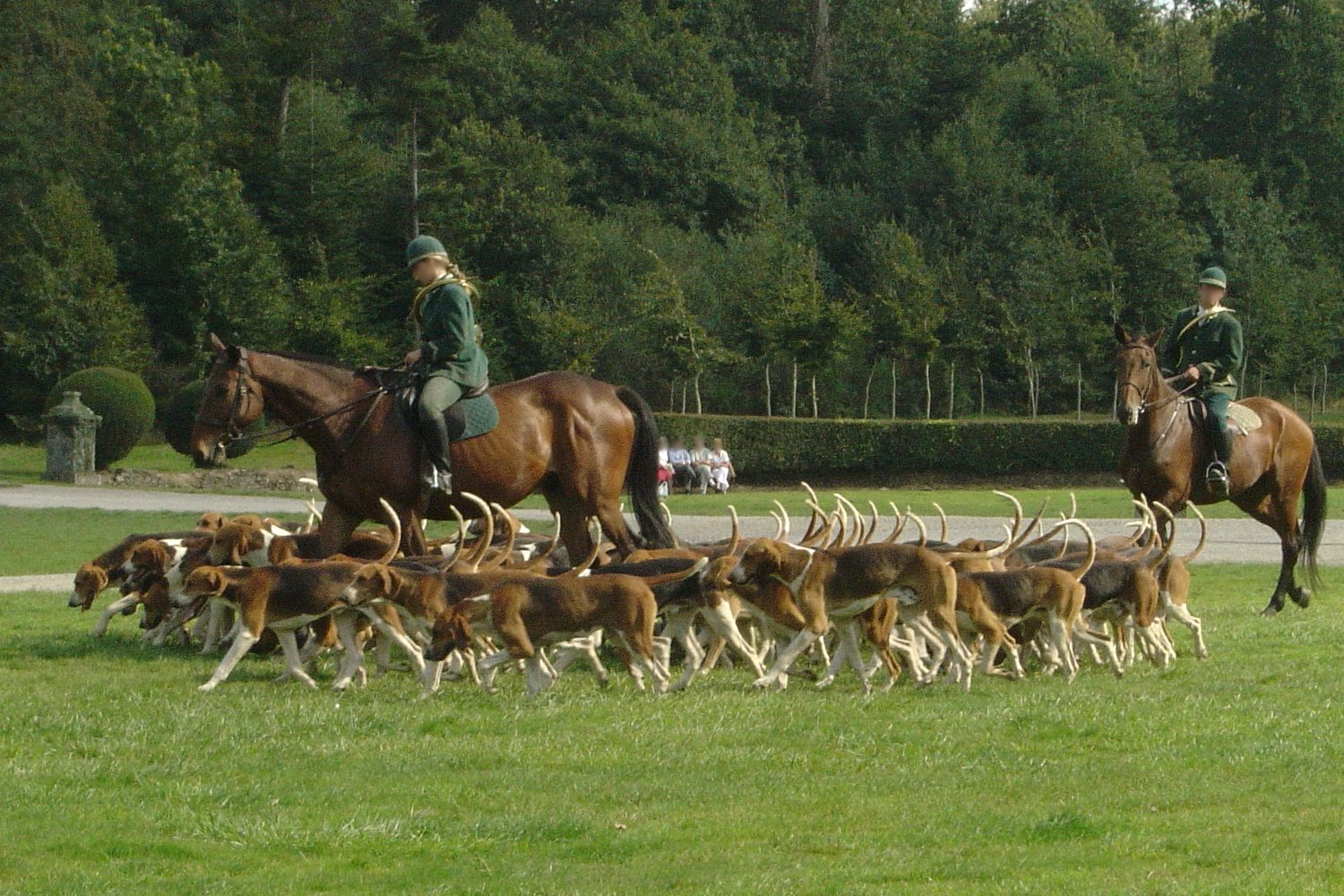
Parforcejagd

### Fuchsjagd mit Pferd und Hundemeute
Eine Hundemeute sucht, verfolgt und tötet den Fuchs; die Jagdteilnehmer folgen der Meute zu Pferde.
In Deutschland ist die Parforcejagd seit 1934 verboten, in Großbritannien seit 2005. Aus der Parforcejagd haben sich die Jagdrennen und das Jagdreiten entwickelt. Bei der Reitjagd wird kein Wild gejagt. Die Reitjagd ohne Hunde heißt Fuchsjagd, mit Hunden spricht man dagegen von Schleppjagd oder Meutenjagd, wobei die Beute kein lebendes Tier ist, sondern eine mit Pferd ausgebrachte Duftschleppe (Schleppjagd) oder ein Reiter mit „Fuchsschwanz“.

### Fuchsjagd als Beizjagd
In Zentralasien (z. B. Kirgisien und Mongolei) gibt es zudem die traditionelle Fuchsjagd mit Steinadlern.

## Gründe für die Fuchsjagd
FellnutzungDie früher ökonomische Bedeutung der Fuchsjagd fällt heute größtenteils weg, da Fuchsfelle kaum mehr verkauft werden (vgl. aber Absatz „Nutztier“ bei Rotfuchs, und Rotfuchsfell).
Füchse als NahrungsquelleIn früheren Zeiten wurden Füchse auch gegessen. Allerdings ist Fuchsfleisch für den menschlichen Verzehr nicht besonders gut geeignet, da die Gefahr der Übertragung von Viren (z. B. Tollwut) und Parasiten (z. B. Fuchsbandwurm) beim in den Verkehr bringen der Tiere besteht. In der Schweiz wird das als Fuchspfeffer bekannte Gericht ebenfalls aus Fuchsfleisch hergestellt und gilt unter Jägern teilweise als Delikatesse. Die Lebensmittel- wie auch die Fleischhygieneverordnung verbieten heute jedoch den Verzehr. Der Fuchs spielt als Lebensmittel keine Rolle.
Angst vor übertragbaren Krankheiten,z. B. Tollwut oder Fuchsbandwurm. Zum Einfluss der Bejagung auf die Ausbreitung der Tollwut s. u.
Freude an der Fuchsjagd,insbesondere am Überlisten des als „schlau“ geltenden Fuchses: „Für den passionierten Fuchsjäger ist der Umstand, dass jeder Reineke offensichtlich seinen eigenen „Charakter“ hat, besonders reizvoll.“ Seiler (1994) fand bei einer Befragung in der Schweiz, dass die Baujagd mit Hunden besonders bei den Berner Jägern populär war. Als Hauptmotive wurden einerseits die mit dieser Jagdmethode verbundene Spannung und Konzentration und andererseits die Freude an der Arbeit der Bodenhunde geltend gemacht. Bezogen auf die Gesamtschweiz wurde deutlich, dass meist nicht der Jagdnutzen, sondern das persönliche Jagderlebnis im Vordergrund steht. Auch Ophoven (2005) bezeichnet die Lockjagd auf den Fuchs als „spannungsreich“, und Maylein (2001) plädiert dafür, die (Fuchs-)Jagd neben dem Zweck der Schadensminimierung auch „aus reiner Freude auszuüben (S. 18).“ Weiteres s. u. unter „Erlebnisberichte und Zitate“.
Fuchsjagd als gesellschaftliches Ereignis
Der Fuchs als Nahrungs- und Jagdkonkurrent,der getötet werden soll, bevor er selbst tötet. Ziel ist eine höhere Niederwildstrecke, also ein höherer Anteil von Tieren, die der Jäger selbst schießen möchte und der nicht im Fuchsmagen landen soll. So schreibt z. B. Kröger (1990) zur Begründung der Fuchsjagd: „Selbst wenn der Hauptteil des Fraßes nur noch aus Mäusen, Regenwürmern und Luder bestehen sollte, wird auch der „moderne Fuchs“ die wenige Tage alten Satzhasen, die brütende Rebhenne, deren Küken oder das frischgesetzte Kitz genauso wenig verschmähen wie die Fasanenhenne und ihren Nachwuchs (s. 136).“ Ähnlich äußert sich Spittler (1990).
Die Bewahrung des ökologischen GleichgewichtsDer Jäger müsse jagen, um das natürliche ökologische Gleichgewicht aufrechtzuerhalten bzw. wiederherzustellen. Kröger (1990) führt dazu aus:
„Geht es hierbei (…) doch darum, einer Wildart nachzustellen, deren Besatz nicht gefährdet ist, die aber in erträglichem Rahmen gehalten werden muss. (…) Auch heute gilt es für den Jäger, Ausgleich zu schaffen zwischen Niederwild und Raubwild. (…) Als Beispiel der in Unordnung geratenen Natur und der Auswirkungen auf Räuber und Beute seinen hier lediglich zwei Fälle dargestellt, die für sich sprechen: Im Revier A, 1.700 ha Feld- und Moorrevier, wurden 1959 206 Hasen und neun Füchse erlegt, im Jahr 1986 noch 26 Hasen, aber 31 Füchse. Revier B ist 1.000 ha groß und besteht aus Feldgehölzen, intensiv genutzter Ackerflur und anschließendem größeren Waldgebiet. Hier kamen im Jahr 1959 159 Hasen und sieben Füchse, 1986 jedoch elf Hasen und vierzehn Füchse zur Strecke. (…) Allein die Tatsache, dass Füchse in Mitteleuropa keine natürlichen Feinde mehr haben, macht (…) eine Bejagung dieser Wildart erforderlich (S. 136–138).“
Spittler (1990) weist nach, dass eine intensive Fuchsjagd zu einer um bis zu 400 % höheren Hasen- und Rebhuhnstrecke führen kann. Auch Ophoven (2005) meint, dass die Fuchsjagd ein wichtiger Beitrag zur Pflege der Niederwildbestände sei. Für den am Niederwild interessierten Jäger ist dies ein wichtiger Grund, der Fuchsjagd stark nachzugehen. Eine ökologische Notwendigkeit ist daraus jedoch nicht abzuleiten, da Ökologie nicht bewertet. – Bergmann u. a. (1996) berichten von Räuber-Ausschluss-Experimenten (hier: vollständige Beseitigung der Füchse, zum Teil durch Räude) in Schweden bezüglich des Haselhuhns, die zu einem Anstieg der Junge führenden Haselhennen und insgesamt zu einer signifikant größeren Jungenzahl pro Henne führte. Im Zuge dieser Untersuchungen wurde deutlich, dass 1. vermutlich die Dichte der Wühlmaus einen indirekten Einfluss ausübt: In Jahren mit hoher Wühlmausdichte ernährten sich die Füchse vorwiegend von den Mäusen, in anderen Jahren wichen sie u. a. auch auf die Haselhühner aus; 2. dem Fuchs eine Schlüsselrolle bei der Regulation kleiner Beutetiere (z. B. Raufußhühnern und Hasen) zukommt. Zum so genannten „Prädationsproblem“, also dem seit einigen Jahren verstärkt zu beobachtenden, negativen Einfluss des Fuchses auf gefährdete Bodenbrüter (zu dem auch das o. g. Haselhuhn gehört) vgl. Absatz zum Artenschutz bei Rotfuchs. Es ist dabei auch zu berücksichtigen, dass viele bedrohte Bodenbrüter (z. B. Kiebitz, Bekassine, Uferschnepfe und Großer Brachvogel) in Europa legal während ihrer Wanderungen in die Winterquartiere bejagt werden dürfen (Zahlenangaben bei Hirschfeld & Heyd, 2005)
Dabei ist allerdings zu beachten, dass laut einigen Experten sich der Fuchsbestand, der zum Beispiel in Naturschutzgebieten nicht bejagt wird, weniger Nachkommen zeugt und sich somit selbst reguliert, als bejagte Populationen.
Ärger über Siedlungsfüchse,die als Kulturfolger den Garten „umgraben“, Abfallsäcke aufreißen und Unordnung hinterlassen. Zu Möglichkeiten der nicht-letalen Fuchsvertreibung vgl. Gloor u. a. (2006), Williams & Wilson (2000) und Harris & Baker (2001).

## Tollwut
Als sich in den 1960er Jahren die Tollwut nach Westeuropa ausbreitete, war die Impfung von Füchsen durch Auslage von Ködern noch nicht entwickelt. Da die Wahrscheinlichkeit der Übertragung bei kleiner Fuchsdichte geringer ist, wurde versucht, die Fuchsbestände zu reduzieren. Schonzeiten wurden auch während der Jungenaufzucht ausgesetzt und die Jäger wurden durch die Behörden verpflichtet, die Baue zu begasen. Es gelang aber nicht, den Fuchsbestand flächendeckend unter den zur Tollwutausbreitung kritischen Wert von 0,25 bis 1,0 Füchsen pro Quadratkilometer zu reduzieren. Dabei wurde aber der Dachs fast ausgerottet. Erst mit der Einführung einer Impfmethode konnte die Tollwutausbreitung gestoppt werden. Regional war die Bejagung vereinzelt wirksam, wenngleich umstritten. Heute gilt die Tollwut in weiten Teilen Westeuropas als ausgerottet.

## Wirkungen der Fuchsjagd
Damit eine Fuchspopulation abnimmt, müssen mehr Füchse sterben als Jungfüchse geboren werden und aus anderen Gebieten zuwandern. Die Sterberate muss demnach höher sein als die Populationszuwachsrate. Das ist jedoch nur schwer zu erreichen: Die natürliche Sterblichkeit ist in vielen Wildtierpopulationen hoch, insbesondere bei den Jungtieren. Bei vielen Säugetieren sterben mehr als die Hälfte der Jungtiere, bevor sie ein Jahr alt sind. Daher würden viele (Jung-)Füchse, die durch die Jagd erlegt werden, ohnehin sterben. In Gebieten, wo Füchse erst nach dem Ende einer Schonzeit (z. B. ab 15. Juni wie in der Schweiz) geschossen werden dürfen, kompensiert die Jagd die natürliche Sterblichkeit und hat daher keinen regulierenden Effekt.
Wo Füchse in stabilen Familiengruppen leben, wird der Ausfall der ranghöchsten, sich fortpflanzenden Fähe im nächsten Jahr von einer anderen Füchsin eingenommen. Wird dagegen eine Fähe geschossen, die sich nicht fortpflanzt, hat der Abschuss ohnehin keinen Einfluss auf die Nachwuchszahl. Wird ein Rüde geschossen, füllt schnell ein anderer Rüde diese „Lücke“.
Zudem kann sich die Jagd nicht nur auf die Sterblichkeit, sondern auch auf die Anzahl der Jungtiere, die geboren werden oder überleben, auswirken: So wurde in verschiedenen Studien gezeigt, dass Füchse je nach Situation mehr oder weniger Junge bekommen können. Starke Verluste (auch durch Jagd) können bis zu einem gewissen Grad durch eine Erhöhung der Reproduktion ausgeglichen werden. Durch Abschuss freie Reviere werden schnell durch die Jungfüchse besetzt, die im Herbst vor Ort bleiben oder von außen zuwandern.
Studien in verschiedenen Ländern haben gezeigt, dass hohe Fuchsbestände nur in kleinen Gebieten und nur mit sehr massiven Eingriffen reduziert werden können, und dies auch nur so lange, wie der starke Jagddruck aufrechterhalten wird. Müller (1997) konnte zeigen, dass bei intensiver Fuchsjagd mit drastischen Bekämpfungsmethoden die gewünschte Verringerung des Fuchsbestandes auch eintrat.
Jagd hat einen starken Einfluss auf die Stabilität von Familiengruppen, den Wanderbewegungen v. a. der Jungfüchse sowie dem Verhalten (z. B. Scheue, Meidung der Baue bei intensiv betriebener Baujagd, keine Ausbildung von stabilen Familiengruppen).
Baker & Harris (2006) untersuchten die Wirkung v. a. der Baujagd in Waldgebieten von England und geben an, dass die Zahl der getöteten Füchse grundsätzlich von der Größe der Lokalpopulation abhing (je größer die Lokalpopulation, desto mehr Füchse wurden getötet und umgekehrt), die Verluste wurden aber überwiegend durch Einwanderung von benachbarten Populationen ausgeglichen. Insgesamt konnte nicht bestätigt werden, dass die Fuchsbejagung einen Einfluss auf den Bestand der Füchse im Wald hat, was möglicherweise an der zu geringen Intensität lag.
Heydon & Reynolds (2000) untersuchten die Bedeutung der Fuchsjagd auf regionaler Ebene (> 1000 km²) in drei unterschiedlichen Regionen in Großbritannien: Mid-Wales (A), East Midlands (B) und East Anglia (C). In den Regionen A und C wurde eine hohe Reproduktionsrate, eine geringe Dichte, eine hohe Jagdintensität und eine hohe Gesamtsterblichkeit der Füchse registriert, in Region B war es umgekehrt. Die Autoren folgern, dass der Einfluss der Jagd je nach Region verschieden ist, abhängig von den benutzten Jagdmethoden, der Jagdintensität und auch der Tradition der Fuchsjagd. Unter bestimmten Bedingungen könne die Jagd aber eine starke Reduzierung der Fuchsbestände bewirken.
Rushton u. a. (2006) geben anhand einer Modellierung an, dass die Populationsdichte des Fuchses ohne Jagd eng mit der Lebensraumkapazität und der Einwanderung von Nachbarpopulationen zusammenhing. Von den Jagdmethoden war die Baujagd in der Reduzierung der Fuchsdichte am effektivsten. Die Autoren kommen zu dem Ergebnis, dass eine Kontrolle der Fuchspopulationen nur möglich bzw. sinnvoll ist, wenn die Einwanderung von außen ebenfalls kontrolliert werden kann.
Consiglio (2001) berichtet, dass in Japan ein groß angelegtes Programm zur Kontrolle der Fuchsvermehrung zu einer Änderung im Zahlenverhältnis der Geschlechter und zu einer relativen Zunahme der Jungtiere führte.

## Verbot der Fuchsjagd
In Luxemburg ist die Fuchsjagd seit 2015 verboten. Nach Aussage der dortigen Umweltministerin gab es keine Zunahme der Fuchspopulation, der Fuchsbandwurm sei auf 20 Prozent zurückgegangen und der Fuchs störe nachgewiesenermaßen auch nicht die Biodiversität. Das Jagdverbot wurde 2020 verlängert.

## Fuchsjagd und Tierschutz

### Fallen
Spittler (1990) führt bezüglich der Schwanenhals-Falle aus, dass „die überwiegende Mehrzahl“ der gefangenen Tiere tot aufgefunden wird. Es sei jedoch unklar, ob die Füchse sofort beim Zuschlagen der Fangbügel getötet werden. Die Tierschutzprobleme seien „dringend zu klären“, wenn der Fallenfang erhalten werden soll. Spittler bewertet die von ihm entwickelte lebend fangende Betonrohrfalle, in der der gefangene Fuchs bis zum Töten in Dunkelheit ruhig gehalten wird, als tierschutzgerecht; zudem erfülle sie die Bedürfnisse der Jagd: „Das Spitzenergebnis belief sich bisher auf 18 Füchse in einer derartigen Falle in zwei Jahren.“ Engel (1990b) meint, dass „moderne, gute Fanggeräte (…) keinesfalls mittelalterliche Foltergeräte, sondern hochwertige Jagdwerkzeuge“ seien.

### Vorbereitung von Teckeln an der Schliefanlage
Eine Schliefanlage ist ein künstlicher Fuchsbau mit zahmen Füchsen zur Ausbildung von Jagdhunden. Neumann (1990) meint zunächst, dass die Fuchsjagd notwendig sei und führt dann aus, dass die bloße Anwesenheit des Hundes im Bau für den Fuchs keine Belastung darstelle, da der Fuchs zahm sei. Jedoch könne es in zwei Ausbildungsphasen im Bau zu erheblichen Verletzungen beim Fuchs kommen. Neumann macht für die kritischen Phasen weniger gefährliche Vorschläge. Insgesamt sei aber die Vorbereitung von Teckeln an einer Schliefanlage sinnvoll und aus Tierschutzgründen dem Hund gegenüber notwendig.
Seit 1995 hat der Deutsche Teckelklub (DTK) eine neue Prüfordnung und ein neues Prüfzeichen (BhFK95). Bei Vorbereitung und Prüfung hat der Hund jetzt keinen direkten Kontakt mehr mit dem Fuchs, sondern ist von diesem immer durch einen Schieber getrennt. Verletzungen des Fuchses sind dadurch ausgeschlossen. Der Fuchs, der seit seiner Jugend die Schliefenarbeit kennt, reagiert keinesfalls panisch, sondern höchst phlegmatisch auf das Bellen des Hundes.

### Schießen
Fox u. a. (2003) untersuchten die Treffsicherheit von unerfahrenen, angelernten und erfahrenen Jägern auf sich bewegende Papiersilhouetten eines Fuchses. Anhand der Lage der Einschusslöcher und der errechneten Eindringtiefe der Geschosse wurde abgeleitet, dass unter normalen Geländebedingungen der Anzahl geschossener Füchse mindestens dieselbe Anzahl von verwundeten Füchsen, die nicht aufgefunden werden, entspricht. Außerdem ergab sich, dass mit zunehmender Erfahrung der Jäger die Rate der geschossenen Füchse anstieg bei unverändertem Anteil der als „verwundet“ gewerteten Silhouetten.